# Ciclul solar 2

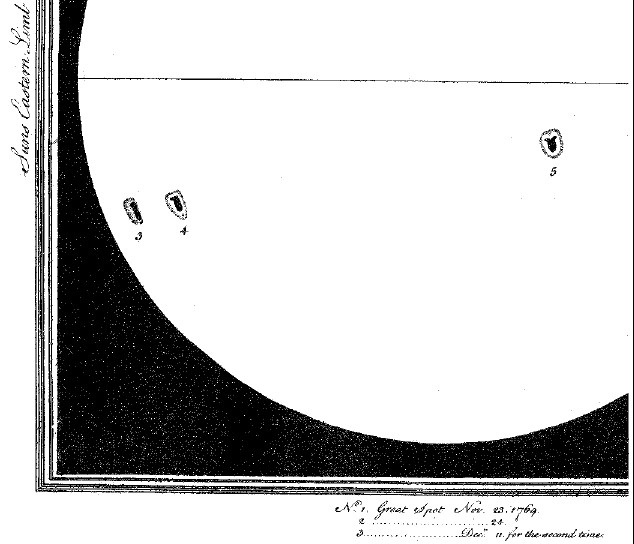
Desenul unei pete solare din 1774, ilustrând efectul Wilson

Ciclul solar 2 a fost cel de-al doilea ciclu solar din 1755, când a început înregistrarea extensivă a activității petelor solare.Ciclul solar a durat 9 ani, începând în iunie 1766 și terminând în iunie 1775. Numărul maxim de pete solare observate în timpul ciclului solar a fost de 193,0 (septembrie 1769), iar numărul minim de început a fost de 18,6.
Observațiile petelor solare efectuate de Alexander Wilson în această perioadă au stabilit efectul Wilson.